# BS.Player
BS.Player es un reproductor multimedia creado por la empresa eslovena Webteh. La versión actual soporta múltiples formatos y funciona en Windows 2000, XP, Windows Vista y Windows 7 existiendo versiones anteriores compatibles con Windows 98 y Windows ME.
El reproductor tiene dos versiones Free (gratuita) y Pro, siendo esta última comercial. Desde la versión 1.38, la versión gratuita de BS.Player venía con un programa adware llamado WhenU, y el reproductor dejaba de funcionar si el usuario intenta eliminarlo con un programa anti-adware. A partir de la versión 2.30 hasta la 2.29 el programa viene sin ese adware.
Como muchos reproductores, requiere tener los correspondientes codecs instalados para reproducir los archivos.

## Multimedia
Bs.Player soporta los siguientes formatos de vídeo y audio
- Video: divx, avi, mpeg 1, mpeg-2, xvid, 3ivx, ogm, mkv, asf, wmv, DV, m1v, m2v, mov, mp4, mpv, QT, rm, SWF, FLV, vob.
- Audio: wav, mpa, mp1, mp2, mp3, ogg, aac, ac3, aif, ram, wma.

## Historia
El BS Player (Boris Software Player, debido al nombre de su autor), era una alternativa al Windows Media Player de Microsoft.
Las ventajas que ofrece frente al WMP son un bajo consumo de recursos, manejo más sencillo y posibilidades de configuración más que suficientes para cualquier uso cotidiano.
Posiblemente la versión de más éxito y estable fuese la 0.86, que aún puede verse instalada en muchos ordenadores hoy en día, ya que todavía es capaz de reproducir prácticamente bastantes tipos archivo de vídeo, es gratuita y carece de añadidos publicitarios. Debido fundamentalmente a la inclusión de adware, las últimas versiones de este reproductor no están alcanzando el mismo nivel de difusión.
Existen multitud webs y packs de codecs donde se encuentran versiones antiguas de este reproductor, que permiten utilizar legalmente el programa sin tener que pagar o soportar adware.
El centro multimedia Kodi permite descargar un addon de BS Player para poder descargar subtítulos.

## Características de BS.Player Free
- Muestra subtítulos - Soporta posición, color, fuentes y transparencias personalizadas. Formatos soportados: MicroDVD, SubViewer, SubRip
- Interfaz personalizable, con multitud de diseños.
- Ventana escalable con o sin bordes visibles.
- Multilenguaje
- Soporta arrastrar y soltar.
- Soporta línea de comandos
- Opción de escalar imagen manualmente.
- Posee distintas proporciones de pantalla, con opción de ajuste manual.
- Soporta listas de reproducción.
- Soporta cambios de resolución de pantalla
- Captura de imágenes
- Soporta ficheros AVI con varias pistas de audio (multilenguaje)
- Soporta OGM, también con más de 2 pistas de audio/vídeo y subtítulos.
- Soporta pistas de audio externas
- Soporta listas de capítulos externas
- S/PDIF output para archivos AC3 (con el decodificador Intervideo audio)
- Soporta archivos INI
- Soporta control remoto vía WinLIRC
- Soporta Bookmarks
- Ecualizador simple (necesita DirectX 8)
- Soporta Playback rate (½×, 1×, 2×) y también velocidades personalizadas
- Admite plugins de terceros

## Características de BS.Player Pro
- Ecualizador personalizable
- Soporte para dispositivos de captura y sintonización (compatible con Teletexto)
- Captura de vídeo a un archivo.
- Editor de subtítulos integrado
- Buffer para archivos en red
- Soporte para reproducción de archivos Flash
- Subtítulos mejorados
- Soporte mejorado para VMR9
- Soporte técnico vía e-mail
- Soporte para DVD (requiere códecs mpeg 2)
- Actualizaciones gratuitas durante un año
- No contiene adware